# Келпіно (Ґрифицький повіт)
Келпіно (пол. Kiełpino, нім. Kolpin) — село в Польщі, у гміні Бройці Ґрифицького повіту Західнопоморського воєводства.
Населення — 308 осіб (2011).

## Демографія
Демографічна структура станом на 31 березня 2011 року:
|          | Загалом | Допрацездатний вік | Працездатний вік | Постпрацездатний вік |
| -------- | ------- | ------------------ | ---------------- | -------------------- |
| Чоловіки | 152     | 41                 | 96               | 15                   |
| Жінки    | 156     | 44                 | 84               | 28                   |
| Разом    | 308     | 85                 | 180              | 43                   |